# Haferbach (Helme)
Der Haferbach ist ein rechter Zufluss der Helme in der Gemeinde Werther im Landkreis Nordhausen in Thüringen.

## Verlauf
Der Haferbach entspringt mehreren kleinen Quellen nordöstlich von Kehmstedt. Er durchfließt danach den zu Immenrode gehörenden Ortsteil Fronderode. Einige Kilometer weiter erreicht er nun Immenrode. Hier nimmt er weiter kleinere Bäche von links auf. Nach Immenrode fließt er nach Haferungen. Auch hier münden einige kleine Bäche sowie der Rolandsgraben und später der Schlerngraben ein. Der Haferbach fließt  an der Flarichsmühle vorbei und mündet östlich von ihr in die Helme.

## Galerie

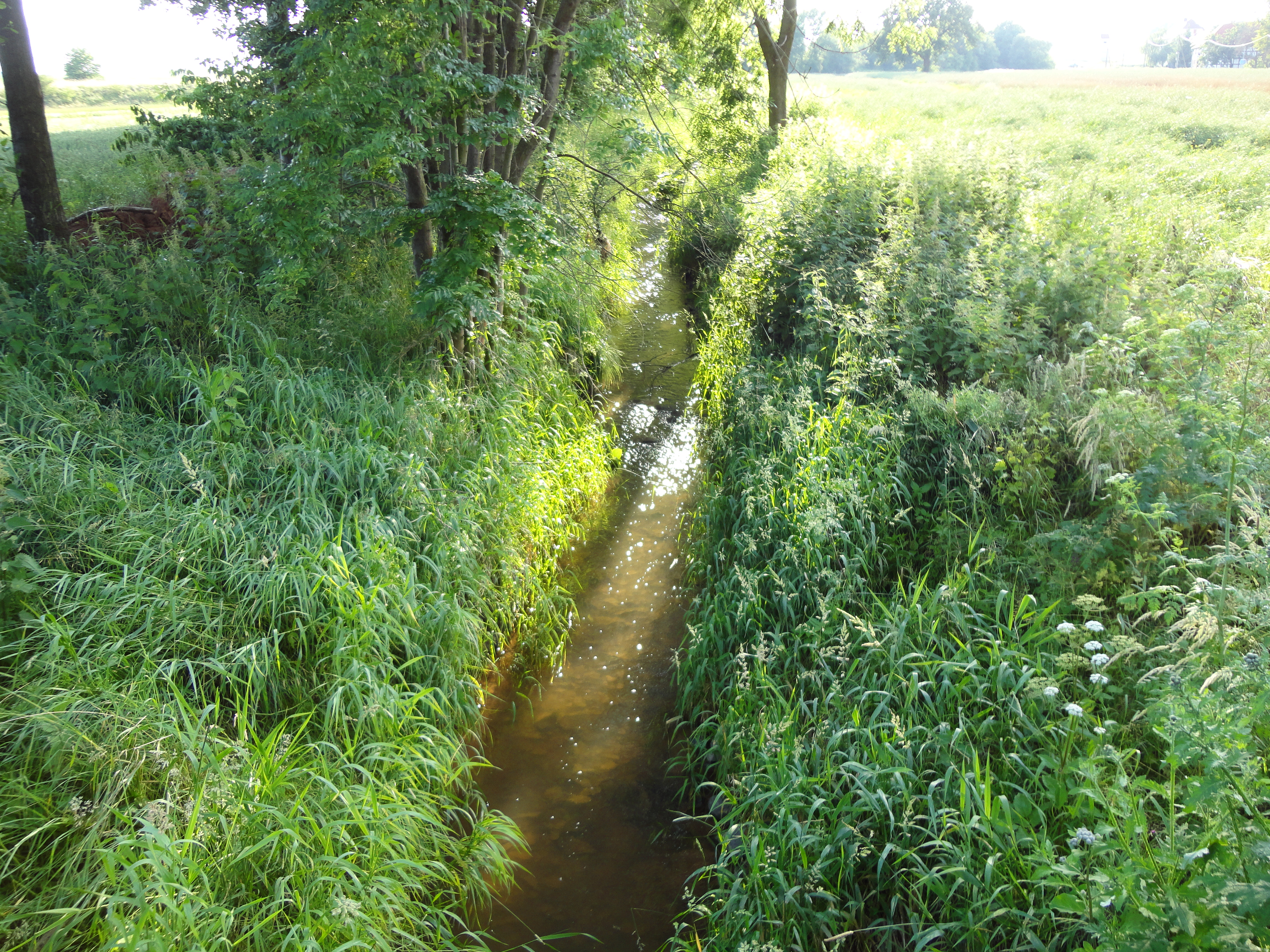
Haferbach kurz vor der Mündung
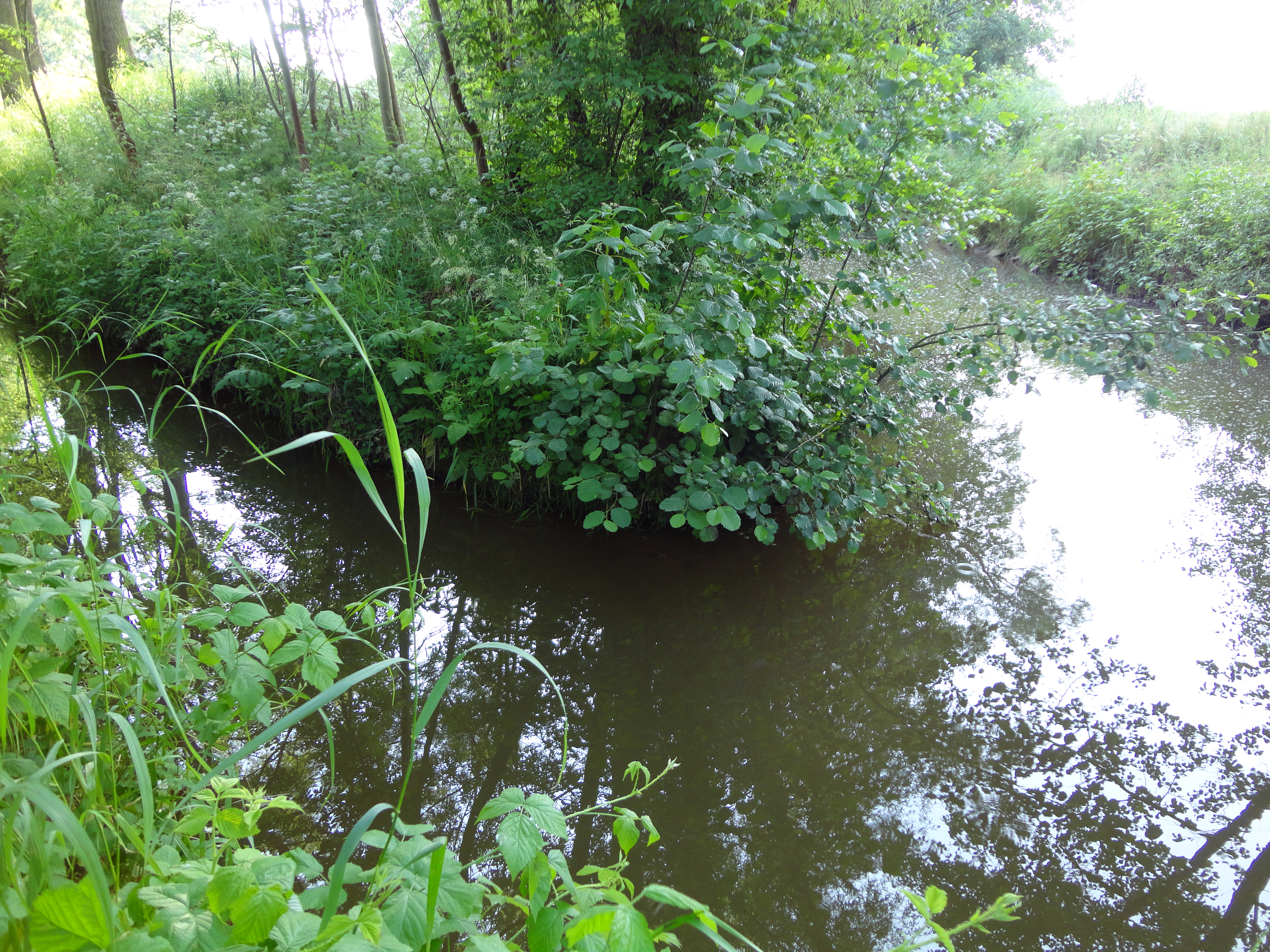
Mündung des Haferbachs (links) in die Helme (rechts)